# North Sunderland
North Sunderland ist eine Fischergemeinde an der Küste von Northumberland und verfügt über einen eigenen Hafen.
Aufgrund des Fundes einer Tasse aus der Jungsteinzeit und eines mit einem Ring gekennzeichneten Steins in einer Grabstätte bei Seahouses aus der Bronzezeit lässt sich nachweisen, dass sich bereits zu dieser Zeit Menschen in der Gegend aufhielten. In einer Steinkiste wurde eine weitere Grabstätte aus der Bronzezeit sowie ein stehender Stein gefunden.
1891 betrug die Einwohnerzahl North Sunderlands 828, 1971 lebten 1.733 Einwohner dort.